# Pteronemobius cristobalensis
Pteronemobius cristobalensis är en insektsart som beskrevs av Otte, D. och Peck 1998. Pteronemobius cristobalensis ingår i släktet Pteronemobius och familjen syrsor. Inga underarter finns listade i Catalogue of Life.